# Naskreckiella
Naskreckiella is een geslacht van rechtvleugeligen uit de familie sabelsprinkhanen (Tettigoniidae). De wetenschappelijke naam van dit geslacht is voor het eerst geldig gepubliceerd in 2005 door Ünal.

## Soorten
Het geslacht Naskreckiella  is monotypisch en omvat slechts de volgende soort:
- Naskreckiella kalamboi (Ünal, 2005)